# Самойлов Федір Микитович
Фе́дір Мики́тович Само́йлов (24 квітня 1882, село Гомильонкі Лежнєвської волості Шуйського повіту Владимирської губернії, тепер Лежнєвського району Івановської області, Російська Федерація — 13 червня 1952, селище Кратово Раменського району, тепер Раменського міського округу Московської області, Російська Федерація) — радянський діяч, голова Іваново-Вознесенської ради, директор Державного музею революції СРСР. Кандидат у члени Центральної контрольної комісії РКП(б) у 1922—1923 роках. Депутат Державної думи Російської імперії IV скликання (в 1912—1914 роках). Член ВЦВК.

## Життєпис
Народився в селянській родині, батьки взимку наймалися ткачами на іваново-вознесенські фабрики. Трудову діяльність Федір Самойлов розпочав у 1897 році робітником на фабриці Товариства Іваново-Вознесенської ткацької мануфактури.
Член РСДРП(б) з весни 1903 року. Мав партійне псевдо «Архіпич», був партійним організатором ткацької фабрики, членом Іваново-Вознесенської групи Північного комітету РСДРП.
Під час першої російської революції влітку 1905 року був одним із керівників загального політичного страйку текстильників, обирався членом Іваново-Вознесенської ради та входив до її фінансової комісії. У 1905 році звільнений з ткацької фабрики та заарештований, потім амністований.
Влаштувався робітником на фабрику Грязнова. У 1906 році очолив створення профспілки ситцевибійників. З літа 1907 по березень 1909 року — голова профспілки ситцевибійників у Іваново-Вознесенську. За революційну діяльність зазнавав переслідувань, в березні 1909 року вдруге був заарештований, три місяці провів у в'язниці.
У 1912—1914 роках — депутат Державної думи Російської імперії IV скликання від робітничої курії Владимирської губернії, входив до більшовицької фракції Думи. Хворів на туберкульоз легень, у 1914 році виїжджав на лікування до міста Кракова (Австро-Угорщина) та Швейцарії. Восени 1914 року повернувся до Російської імперії.
5 листопада 1914 року заарештований на партійній нараді в Озерках, засуджений на вічне поселення в Туруханський край Єнісейської губернії. Після Лютневої революції в березні 1917 року звільнений та амністований. У ніч проти 4 квітня 1917 року був серед тих, хто зустрічав Володимира Леніна на Фінляндському вокзалі, а наступного дня на зборах учасників Всеросійської наради Рад робітничих і солдатських депутатів слухав його Квітневі тези.
З квітня 1917 по 1918 рік — голова Іваново-Вознесенської ради, член Іваново-Вознесенського комітету РСДРП(б). Учасник Жовтневого перевороту 1917 року в Іваново-Вознесенську.
У 1918—1919 роках — секретар Іваново-Вознесенського комітету РКП(б); комісар праці Іваново-Вознесенської губернії; голова Іваново-Вознесенського губернського революційного трибуналу.
У 1919 році — заступник народного комісара праці Української СРР.
У 1919—1920 роках — уповноважений ВЦВК при Башкирському військово-революційному комітеті.
У 1920—1922 роках — заступник уповноваженого Народного комісаріату праці РСФСР по Українській СРР.
У 1922—1928 роках — заступник завідувача Інституту історії партії при ЦК РКП(б). З 1927 року — член колегії Центрархіву.
У 1928—1932 роках — завідувач Інституту історії партії Московського комітету ВКП(б).
У 1932—1935 роках — заступник голови Товариства старих більшовиків.
У 1937—1941 роках — директор Державного музею революції СРСР в Москві.
З 1941 року — на пенсії.
Автор «Спогадів» у 3-х частинах, книги «Процес більшовицької фракції 4-ї Державної думи» і низки статей у журналі «Пролетарская революция».
Помер 13 червня 1952 року в селищі Кратово Раменського району Московської області. Похований у Москві.